# Colin Kolles
Colin Kolles, all'anagrafe Călin Colesnic, (Timișoara, 13 dicembre 1967) è un imprenditore, dirigente d'azienda e dirigente sportivo rumeno naturalizzato tedesco, co-fondatore, insieme Romulus Kolles, della scuderia automobilistica ByKolles Racing.
Ex team principal e amministratore delegato del team di Formula 1 Hispania Racing F1, in precedenza ha ricoperto posizioni amministrative e dirigenziali di vertice in altre squadre di F1 tra cui Jordan, Midland, Spyker e Force India dal 2005 al 2008. Ha anche ricoperto ruoli dirigenziali all'interno della scuderia Caterham F1.